# Matrixový protein

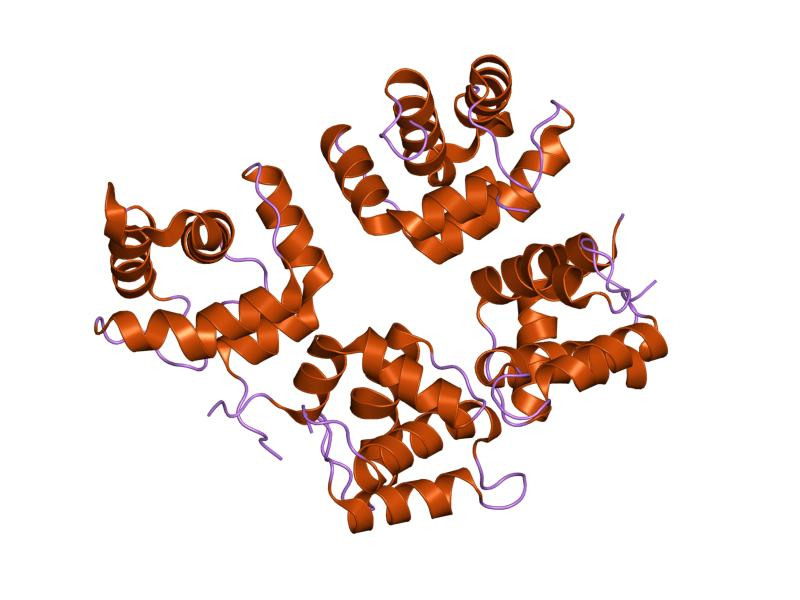
Matrixový protein retroviru myší leukemie (MLV)

Matrixový protein (MA) je strukturní protein mnohých virů, který se nachází pod virovým obalem a spojuje ho s kapsidou. Má různou strukturu a poměrně široké spektrum funkcí. Najdeme ho namátkou u rhabdovirů, filovirů, paramyxovirů, ortomyxovirů, arenavirů či retrovirů.

## Matrixový protein retrovirů
Retrovirový matrix protein (u HIV známý jako p17) je jedním z produktů gag genu, nachází se na jeho N-terminální části. Po vystřihnutí z gag polyproteinu se MA uchytí spodní strany virového obalu, a to pomocí myristoylového zbytku navázaného na glycin proteinu. Jedná se tedy o periferní membránový protein. U některých jednoduchých retrovirů však matrixový protein zcela chybí.